# Manitoulin District
Der Manitoulin District ist ein Verwaltungsbezirk im Zentrum der kanadischen Provinz Ontario. Hauptort ist Gore Bay. Die Einwohnerzahl beträgt 13.255 (Stand: 2016), die Fläche 3107,23 km², was einer Bevölkerungsdichte von 4,3 Einwohnern je km² entspricht. Der Bezirk umfasst die Insel Manitoulin und weitere Inseln im Huronsee.
|                | Algoma District                             | Sudbury District        |
| Michigan (USA) | Kompassrose, die auf Nachbargemeinden zeigt | Georgian Bay (Huronsee) |
| Huronsee       | Bruce County                                |                         |

## Administrative Gliederung

### Städte und Gemeinden
| Ort                                     | Status       | Bevölkerung (2016) |
| --------------------------------------- | ------------ | ------------------ |
| Assiginack                              | Township     | 1014               |
| Billings                                | Township     | 603                |
| Burpee and Mills                        | Township     | 343                |
| Central Manitoulin                      | Municipality | 2048               |
| Cockburn Island                         | Township     | 0                  |
| Gordon/Barrie Island                    | Municipality | 490                |
| Gore Bay                                | Town         | 867                |
| Northeastern Manitoulin and The Islands | Town         | 2706               |
| Tehkummah                               | Township     | 436                |

### Gemeindefreie Gebiete
- Manitoulin, Unorganized, West Part

### Indianerreservationen
- M'Chigeeng
- Sheguiandah
- Sheshegwaning
- Sucker Creek
- Whitefish River
- Wikwemikong
- Zhiibaahaasing